# Араужо, Таис
Таис Бьянка Гама де Араужо (порт. Taís Bianca Gama de Araújo, род. 25 ноября 1978, Рио-де-Жанейро, Рио-де-Жанейро) — бразильская актриса, модель и журналист.

## Биография
Таис Араужо родилась в семье среднего достатка, её отец Адемир — экономист, а мать Мерседес — преподаватель. Родители смогли обеспечить Таис обучение в хорошей школе. В 11 лет стала моделью, снималась для журналов и рекламы, в 15 лет дебютировала как актриса с небольшой ролью в телесериале «Большая Засада» по одноимённому роману Жоржи Амаду. В 17 лет Таис сомневалась, стоит ли продолжать актёрскую карьеру, или же пойти учиться на дантиста. В то же время её утвердили на главную роль в историческом сериале «Шика да Силва», что определило её выбор в пользу актёрской профессии. Араужо стала первой чернокожей актрисой, исполнившей главную роль в бразильском телесериале, который имел успех во многих странах и принёс ей известность за пределами Бразилии. В 2000 году американский журнал «People» включил Араужо в свой годовой рейтинг 50 самых красивых знаменитостей.
В 1997 году Араужо пришла работать на главный телеканал Бразилии Globo и с тех пор его не покидала. Снималась в таких сериалах как «Жестокий ангел», «Уга Уга» и «Берег мечты». В 2004 году исполнила главную роль в телесериале «Цвет греха», который транслировался в более чем ста странах мира. На съёмках сериала 2006 года «Змеи и ящерицы» начала встречаться со своим экранным партнёром Лазару Рамусом, за которого позднее вышла замуж. В 2008 году окончила факультет журналистики Университета Эштасиу ди Са в Рио-де-Жанейро, писала статьи для газеты Folha de S. Paulo и журнала Marie Claire. В 2006—2009 годах вела программу Superbonita на канале GNT, посвящённую моде и красоте. После этого переехала во Францию, чтобы продолжить обучение, но вскоре вернулась на родину, откликнувшись на предложение Мануэла Карлуша сыграть главную роль в его новом телесериале «Прожить жизнь».

## Личная жизнь
9 июня 2011 года Араужо вышла замуж за актёра Лазару Рамуса. В Бразилии Араужо и Рамуса часто сравнивают с американской парой знаменитостей Бейонсе и Джей Зи. У них двое детей: сын Жуан Висенте (р. 18 июня 2011 года) и дочь Мария Антония (р. 23 января 2015 года).

## Фильмография
| Год       |   | Русское название           | Оригинальное название         | Роль                           |
| --------- | - | -------------------------- | ----------------------------- | ------------------------------ |
| 1995      | с | Большая засада             | Tocaia Grande                 | Бернарда                       |
| 1996      | с | Шика да Силва              | Xica da Silva                 | Шика да Силва                  |
| 1997      | с | Жестокий ангел             | Anjo Mau                      | Вивиан дос Сантос Мачадо       |
| 1998      | с | Любовь моя                 | Meu Bem-Querer                | Эдивания                       |
| 1998      | ф | На пути к мечтам           | Caminho dos Sonhos            | Ана Кавальканте                |
| 2000      | с | Уга Уга                    | Uga Uga                       | Эмилинья                       |
| 2001      | с | Берег мечты                | Porto dos Milagres            | Селминья                       |
| 2002      | с | Пятый ад                   | O Quinto dos Infernos         | Дандара                        |
| 2002      | с | Большая семья              | A Grande Família              | Мария да Граса                 |
| 2002      | с | Храбрый                    | Brava Gente                   | Беатрис                        |
| 2003      | ф | Гарринча – одинокая звезда | Garrincha - Estrela Solitária | Эльза Суарес                   |
| 2003      | с | Жизнь – это лотерея        | La vida es una lotería        | Моника                         |
| 2004      | ф | Дочери ветра               | Filhas do Vento               | молодая Мария Апаресида        |
| 2004      | с | Цвет греха                 | Da Cor do Pecado              | Прета                          |
| 2005      | с | Америка                    | América                       | Носса Сеньора Апаресида        |
| 2006      | ф | Величайшая любовь в мире   | O Maior Amor do Mundo         | Лусиана                        |
| 2006      | с | Змеи и ящерицы             | Cobras & Lagartos             | Эллен                          |
| 2007      | ф | Нзинга                     | Nzinga                        | Ана / Нзинга                   |
| 2007      | с | Шкафы и Флюкс              | Casos e Acasos                | Габриэла                       |
| 2008      | ф | Война скалы                | A Guerra dos Rocha            | Кэрол                          |
| 2008—2009 | с | Фаворитка                  | A Favorita                    | Алисинья Роза                  |
| 2009—2010 | с | Прожить жизнь              | Viver a Vida                  | Хелена Толедо                  |
| 2012      | с | Полное очарование          | Cheias de Charme              | Мария да Пенья Фрагосо Барбоса |
| 2013      | с | Под маской стоматолога     | O Dentista Mascarado          | Шейла                          |
| 2014      | с | Поколение Бразилии         | Geração Brasil                | Вероника Монтейро              |
| 2015—2017 | с | Мистер Брау                | Mister Brau                   | Мишель Брау                    |
| 2017      | с | Рок-история                | Rock Story                    | Мишель Брау                    |
| 2017      | с | Уравнение Бога             | God's Equation                | Босса Ногейра                  |